# Priscilla - öknens drottning (film)

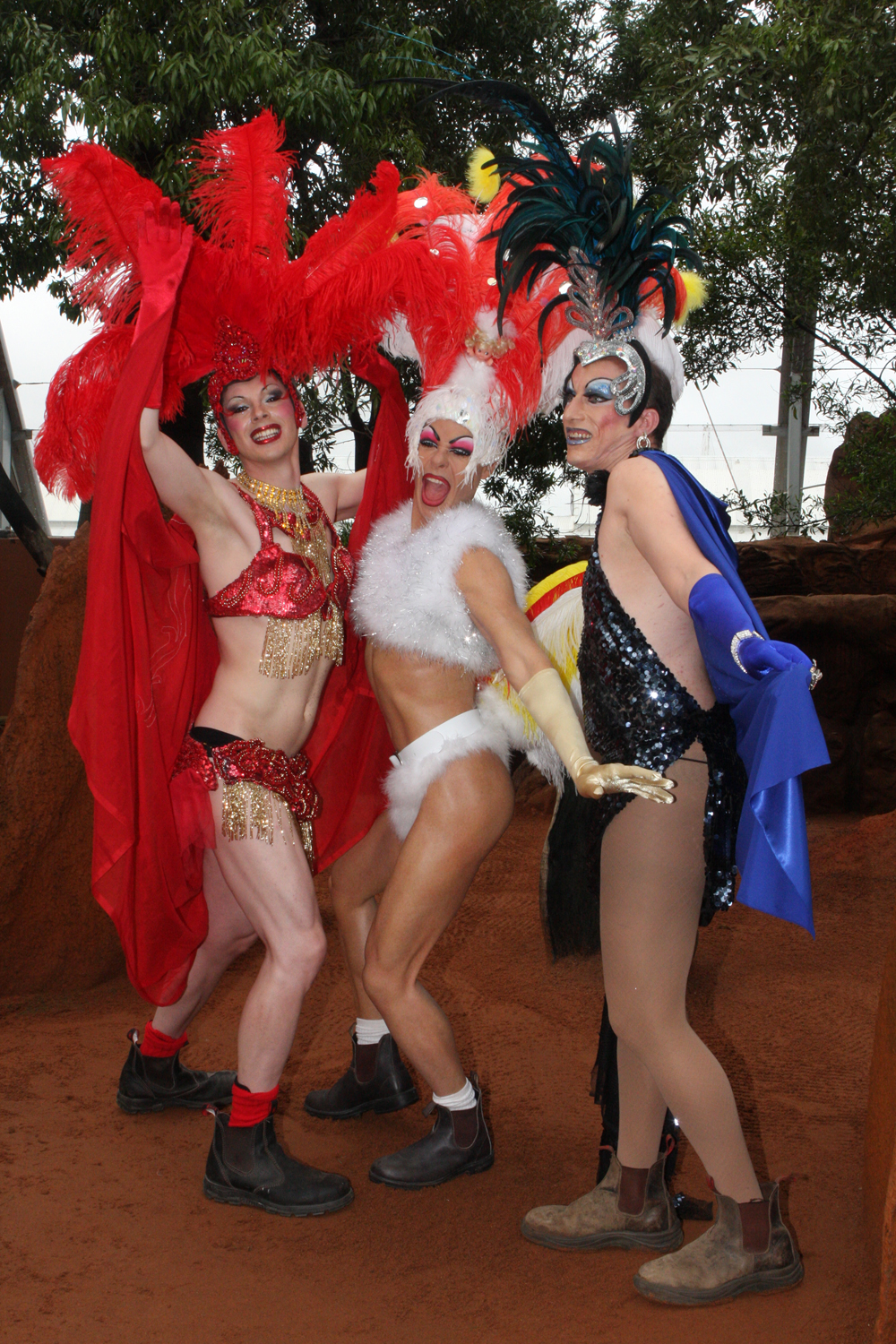
Vaxfigurer Madame Tussauds Sydney.

Priscilla - öknens drottning (orig. The Adventures of Priscilla, Queen of the Desert) är en  australisk film (komedi/feelgood) från 1994 med Terence Stamp, Hugo Weaving och Guy Pearce i huvudrollerna. Tre utlevande dragqueens ger sig av i en buss genom Australien för att anordna en show på ett hotell. På vägen får de flera tillfällen att framträda och överraska människor i byar och städer. När de försöker ta en genväg går bussen sönder mitt i öknen. Under ökenvistelsen hinner de göra en show för en grupp aboriginer som sammanför dem med en äldre man som är bra på att meka. Den äldre mannen följer med som mekhjälp den sista biten till hotellet och blir slutligen ihop med en dragqueen (Terence). En annan av dessa dragqueens (Hugo) kommer slutligen ut som varande gift med en kvinna, och dessutom pappa, till de övrigas stora skräckblandade förvåning.
Lizzy Gardiner och Tim Chappel vann en Oscar i kategorin "Best Costume Design".